# Přebor Kraje Vysočina 2002/2003
V soubojích přeboru Kraje Vysočina 2002/2003 (jedna ze skupin 5. fotbalové ligy) se utkalo 14 týmů dvoukolovým systémem podzim - jaro. Do Divize D postoupil vitězný tým SK Dekora Ždírec nad Doubravou, do I. A třídy Kraje Vysočina sestoupil poslední tým TJ Slavoj Pacov.

## Konečná tabulka
| Poř. | Tým                                                     | Z  | V  | R  | P  | VG | OG | B  |
| ---- | ------------------------------------------------------- | -- | -- | -- | -- | -- | -- | -- |
| 1.   | SK Dekora Ždírec nad Doubravou                          | 26 | 20 | 3  | 3  | 54 | 8  | 63 |
| 2.   | SK Bystřice nad Pernštejnem                             | 26 | 18 | 5  | 3  | 67 | 27 | 59 |
| 3.   | FK Kovofiniš Ledeč nad Sázavou                          | 26 | 13 | 8  | 5  | 40 | 25 | 47 |
| 4.   | FK Humpolec                                             | 26 | 11 | 7  | 8  | 37 | 31 | 40 |
| 5.   | FC Náměšť nad Oslavou                                   | 26 | 9  | 10 | 7  | 41 | 31 | 37 |
| 6.   | HFK Třebíč „B“                                          | 26 | 9  | 7  | 10 | 46 | 45 | 34 |
| 7.   | SFK Vrchovina Nové Město na Moravě – Radešínská Svratka | 26 | 9  | 7  | 10 | 40 | 44 | 34 |
| 8.   | FK Spartak Pelhřimov                                    | 26 | 7  | 9  | 10 | 33 | 34 | 30 |
| 9.   | FC Slavoj Žirovnice                                     | 26 | 8  | 6  | 12 | 35 | 61 | 30 |
| 10.  | FC Slovan Havlíčkův Brod                                | 26 | 7  | 6  | 13 | 31 | 45 | 27 |
| 11.  | FC ŽĎAS Žďár nad Sázavou                                | 26 | 6  | 7  | 13 | 24 | 39 | 25 |
| 12.  | TJ Sokol Bedřichov                                      | 26 | 6  | 7  | 13 | 30 | 55 | 25 |
| 13.  | FK Bohemia Světlá nad Sázavou                           | 26 | 7  | 3  | 16 | 36 | 48 | 24 |
| 14.  | TJ Slavoj Pacov                                         | 26 | 6  | 5  | 15 | 31 | 52 | 23 |

Poznámky:
- Z = Odehrané zápasy; V = Vítězství; R = Remízy; P = Prohry; VG = Vstřelené góly; OG = Obdržené góly; B = Body; (S) = Mužstvo sestoupivší z vyšší soutěže; (N) = Mužstvo postoupivší z nižší soutěže (nováček)
- O pořadí při rovnosti bodů rozhodly vzájemné zápasy.

|  | Postup do Divize D 2003/2004                  |
|  | Sestup do I. A třídy Kraje Vysočina 2003/2004 |